# Annina mesopotamica
Annina mesopotamica är en kräftdjursart som först beskrevs av M. Firoz Ahmed 1971.  Annina mesopotamica ingår i släktet Annina och familjen Cirolanidae. Inga underarter finns listade i Catalogue of Life.